# Насеља и тврђаве Стефана Вукчића Косаче у предјелима данашње Црне Горе

## Предио Пиве
На некадашњој територији Стефана Вукчића Косаче, на саставиме ријека Таре и Пиве налазио се Соко, тврђава и „славни двор“ Косача, са подграђем.

## Жупа Брезница
У овој жупи (у данашњој општини Пљевља) значајна су три мјеста: Кукањ (љетње боравиште породице Косача) са подграђем ; источно се налазио трг Брезница са манастирским посједима (посебно је од тридесетих година XIV вијека стицао све важнију улогу у трговини, а од 1430. му се у дубровачким изворима мијења име у Пљевља) ; тврђава Козник је била у пограничном крају (чији остаци се данас називају Јеринин град), области које је контролисао Херцег, а поред ње је водио значајан пут којим су трговци из Приморја и Дубровника. Козник је прије свега штитио рудник гвожђа у свом подножју, и као такав представљао рударско мјесто. У подножју Козника налазило се подграђе које је служило као трг, на ком су трговци откупљивали и пребацивали стоку купљену од оближњих сточарских влашких подручја (Матаруге) али и индустријске производе (производе од гвожђа и челика). Сматра се да су у Кознику доминантно били насељени Саси (Саксонци) али о том нема прецизнијих писаних података.

## Жупа Оногошт
У овој жупи се помињу насеље-утврђење Сусјед (данас такође познат као Јеринин град) и Острог (по средњовјековним документима гранични град према Зети). Југозападно од данашњег Никшића, налазио се град Будош (на истоименом брду).

## Жупа Врм
Према Требињу налазио се град Клобук (посљедње упориште властелинске породице Павловића).

## Жупа Морача
Град Морача, налазио се у близини манастира Мораче, али му се данас положај са сигурношћу не може утврдити.

## Дружине влашких сточара
У селима су, поред словенског становништва пребивале дружине влашких сточара. Помињу се: Матаруге, Кричак, Дробњаци, Оногоште, Никшићи, Бањани и Риђани.